# Premier tour du CFP 2024
Le Tour préliminaire 2024 du CFP regroupe les quatre matchs éliminatoires de la phase finale du College Football Playoff (CFP) de la saison 2024 de la NCAA Division I Football Bowl Subdivision (FBS).
Les matchs auront lieu les 20 et 21 décembre 2024 sur le campus des quatre équipes les mieux classées par le comité du CFP au terme de la saison régulière.
Les quatre vainqueurs se qualifient pour les ¼ de finale du CFL.

## Programme
| Date        | Heure locale | Match                   | Lieu                                                | TV       |
| ----------- | ------------ | ----------------------- | --------------------------------------------------- | -------- |
| 20 décembre | 20h00        | Indiana vs Notre Dame   | Notre Dame Stadium • South Bend, Indiana            | ABC/ESPN |
| 21 décembre | 12h00        | SMU vs Penn State       | Beaver Stadium • University Park (en), Pennsylvanie | TNT/Max  |
| 21 décembre | 16h00        | Clemson vs Texas        | DKR–Texas Memorial Stadium • Austin, Texas          | TNT/Max  |
| 21 décembre | 20h00        | Tennessee vs Ohio State | Ohio Stadium • Columbus, Ohio                       | ABC/ESPN |

## Matchs

### Indiana - Notre Dame
Le CFP à 12 équipes débute par un match du premier tour entre les 10e et la 5e têtes de série du College Football Playoff, soit les Hoosiers de l'Indiana et le Fighting Irish de Notre Dame, respectivement no 8 et no 5 du dernier classement du CFP.
Il s'agit de la 30e rencontre entre les deux équipes, Notre Dame menant les statistiques avec 23 victoires contre 5 pour Indiana et 1 nul, la dernière victoire d'Indiana remontant de la saison 1950 et la dernière rencontre remontant à la saison 1991.
Il s'agit de la première participation d'Indiana au College Football Playoff et la troisième pour Notre Dame.
Étant donné qu'ESPN détient les droits de diffusion du CFP jusqu'en 2032 et bien que Notre Dame ait un accord de droits médiatiques avec NBC (débuté en 1991 et prolongé jusqu'en 2029), cette rencontre est le premier match de football américain à domicile du Fighting Irish à ne pas être diffusé sur NBC depuis 1990.
Le vainqueur se qualifie pour le Sugar Bowl 2025 où il sera opposé aux champions de la SEC, les no 2 Bulldogs de la Géorgie, tête de série no 2 du CFP.
| Équipes                      | Couleurs | Conférences | Entraîneurs                     | Stats. saison rég. | Classements avant le match | Classements avant le match | Classements avant le match |
| ---------------------------- | -------- | ----------- | ------------------------------- | ------------------ | -------------------------- | -------------------------- | -------------------------- |
| Équipes                      | Couleurs | Conférences | Entraîneurs                     | Stats. saison rég. | CFP                        | AP                         | Coaches                    |
| Hoosiers de l'Indiana        |          | Big 10      | Curt Cignetti (en) (1re saison) | 11-1               | no 8                       | no 9                       | no 9                       |
| Fighting Irish de Notre Dame |          | Indépendant | Marcus Freeman (en) (3e saison) | 11-1               | no 5                       | no 3                       | no 3                       |

### SMU - Penn State
Le match oppose les têtes de série no 11 et no 6 du College Football Playoff soit les Mustangs de SMU et les Nittany Lions de Penn State, respectivement no 10 et no 4 du classement CFP.
Il s'agit de la 3e rencontre entre ces équipes, Penn State ayant gagné le match de saison régulière en 1978, l'autre rencontre s'étant soldée par un nul à l'occasion du Cotton Bowl 1948.
Ces deux équipes participent pour la première fois au CFP.
Le vainqueur se qualifie pour le Fiesta Bowl 2024 où il sera opposé aux champions de la Mountain West, les no 9 Broncos de Boise State, tête de série no 3 du CFP.
| Équipes                     | Couleurs | Conférences | Entraîneurs                      | Stats. saison rég. | Classements avant le match | Classements avant le match | Classements avant le match |
| --------------------------- | -------- | ----------- | -------------------------------- | ------------------ | -------------------------- | -------------------------- | -------------------------- |
| Équipes                     | Couleurs | Conférences | Entraîneurs                      | Stats. saison rég. | CFP                        | AP                         | Coaches                    |
| Mustangs de SMU             |          | ACC         | Rhett Lashlee (en) (3e saison)   | 11-2               | no 10                      | no 12                      | no 12                      |
| Nittany Lions de Penn State |          | Big 10      | James Franklin (en) (11e saison) | 11-2               | no 4                       | no 5                       | no 5                       |

### Clemson - Texas
Le match oppose les têtes de série no 12 et no 3 du College Football Playoff soit les Tigers de Clemson et les Longhorns du Texas, respectivement no 16 et no 3 du classement CFP.
Il s'agit de la 1re rencontre entre ces équipes ainsi que la 2e apparition de Texas au CFP et la 7e de Clemson,.
Le vainqueur se qualifie pour le Peach Bowl 2025 où il sera opposé aux champions de la Big 12, les no 12 Sun Devils d'Arizona State, tête de série no 4 du CFP.
| Équipes            | Couleurs | Conférences | Entraîneurs                      | Stats. saison rég. | Classements avant le match | Classements avant le match | Classements avant le match |
| ------------------ | -------- | ----------- | -------------------------------- | ------------------ | -------------------------- | -------------------------- | -------------------------- |
| Équipes            | Couleurs | Conférences | Entraîneurs                      | Stats. saison rég. | CFP                        | AP                         | Coaches                    |
| Tigers de Clemson  |          | ACC         | Dabo Swinney (16e saison)        | 10-3               | no 16                      | no 13                      | no 13                      |
| Longhorns du Texas |          | SEC         | Steve Sarkisian (en) (4e saison) | 11-2               | no 3                       | no 4                       | no 4                       |

### Tennessee - Ohio State
Le match oppose les têtes de série no 9 et no 8  du CFP soit les Volunteers du Tennessee et les Buckeyes d'Ohio State, respectivement no 7 et no 6 du classement CFP. Ces deux équipes ne se sont rencontrées qu'à l'occasion du Citrus Bowl 1996 que Tennessee a remporté 20 à 14.
Il s'agit de la 6e rencontre des Buckeyes au College Football Playoff et la première pour les Volunteers.
Le vainqueur se qualifie pour le Rose Bowl 2025 où il sera opposé aux champions de la Big 10, les no 1 Ducks de l'Oregon, tête de série no 1 du CFP.
| Équipes                 | Couleurs | Conférences | Entraîneurs                  | Stats. saison rég. | Classements avant le match | Classements avant le match | Classements avant le match |
| ----------------------- | -------- | ----------- | ---------------------------- | ------------------ | -------------------------- | -------------------------- | -------------------------- |
| Équipes                 | Couleurs | Conférences | Entraîneurs                  | Stats. saison rég. | CFP                        | AP                         | Coaches                    |
| Volunteers du Tennessee |          | SEC         | Josh Heupel (en) (4e saison) | 10-2               | no 7                       | no 7                       | no 6                       |
| Buckeyes d'Ohio State   |          | Big 10      | Ryan Day (en) (6e saison)    | 10-2               | no 6                       | no 6                       | no 7                       |